# Wojna Rzymu ze sprzymierzeńcami
Wojna ze sprzymierzeńcami, wojna sprzymierzeńcza (łac. bellum sociale, wojna italska, marsyjska) – toczony w latach 91–88 p.n.e. konflikt Republiki Rzymskiej z italskimi sprzymierzeńcami (socii). Były to jedne z najbardziej krwawych walk w dziejach Rzymu, których przegrana mogła oznaczać unicestwienie Imperium.

## Geneza
Podbój Italii przez Rzymian w ciągu czwartego i trzeciego wieku p.n.e. zaowocował licznymi sojuszami, których warunki zależały od tego, czy zawarte zostały dobrowolnie, czy sprzymierzeńcy zostali do nich zmuszeni przez porażkę w wojnie. Sprzymierzeńcy, choć obciążeni obowiązkiem pomocy wojskowej (auxilia, w drugim wieku p.n.e. sprzymierzeńcy stanowili między połową a dwoma trzecimi rzymskiej armii), nie mieli jednak obywatelstwa rzymskiego. Rzym kontrolował również całkowicie ich politykę zagraniczną, zabraniając posiadania innych sojuszników poza nim samym. Państwa sprzymierzone zachowywały jednak pełnię odrębności ustrojowej.
Projekty agrarne nie uwzględniały w podziale ziemi Italików, przewidując działki ager publicus jedynie obywatelom rzymskim. Prowadziło to do gwałtownego sprzeciwu sprzymierzeńców, którzy pragnęli uzyskania obywatelstwa rzymskiego, a zarazem pełni praw politycznych. Pierwsze propozycje legislacyjne w tym zakresie pojawiły się jeszcze w II w. p.n.e., kiedy to konsul na rok 125 p.n.e. M. Fulwiusz Flakkus zaproponował ustawę, która przewidywała nadanie pełnego rzymskiego obywatelstwa sprzymierzeńcom (socii), natomiast ius provocationis tym spośród nich, którzy nie chcieli zmieniać swojego obywatelstwa na rzymskie (rogatio Fulvia de civitate sociis danda). Ostatecznie projekt natknął się jednak na taki opór ze strony części senatorów, że nigdy nie poddano go pod głosowanie, a sam Fulwiusz Flakkus opuścił Rzym, wyruszając do Galii Zaalpejskiej celem stłumienia buntu Salluwiów.
Bezpośrednią iskrą zapalną do wybuchu powstania było zabójstwo Marka Liwiusza Druzusa, trybuna ludowego z 91 roku p.n.e. Projekty jego reform przewidywały między innymi nadanie praw obywatelskich wszystkim wolnym mieszkańcom Italii, a także podział wszystkich gruntów publicznych. Spotkały się one z ostrą opozycją rzymskich senatorów oraz ekwitów i nie doszły do skutku, a ich autor został zamordowany. Rozwścieczyło to większość sprzymierzeńców, którzy zawarli sojusz przeciwko Rzymowi.

## Wojna
Wojna ze sprzymierzeńcami rozpoczęła się w 91 roku p.n.e. zabójstwem prokonsula Gajusza Serwiliusza, a następnie rzezią pozostałych Rzymian w mieście Asculum. Powstanie szybko rozszerzyło się na całą południową i środkową Italię. Objęło ono jako pierwszych Marsów, potem Westynów, Picenów, Marrucynów, Pelignów, Samnitów, Lukanów, Frentanów. Wszystkie kolonie latyńskie z wyjątkiem Wenuzji pozostały wierne Rzymowi, tak jak Etruskowie, Umbrowie oraz miasta greckie na południu.
Na czele koalicji Italików stanęli Q. Poppaedius Silo z plemienia Marsów i C. Papius Mutilus z ludu Samnitów. Sprzymierzeńcy stworzyli własną organizację państwową, którą nazwali Italią, łączącą zasady ustrojowe rzymskie, italskie i greckie. Ich stolicą stało się Corfinium (dzisiejsze Corfinio w Abruzji). Ustanowili 2 konsulów, 12 pretorów oraz 500-osobowy senat. By opłacić żołnierzy, bili własną monetę, która służyła propagandzie antyrzymskiej. Wyobrażano na niej między innymi byka, symbol Italików, tratującego rzymską wilczycę. Żołnierze sprzymierzeńców zdobywali doświadczenie podczas wcześniejszej służby w oddziałach sojuszniczych armii rzymskiej.
Armia powstańców liczyła na początku wojny ok. 100 tys. ludzi, Rzymianie wraz z wiernymi sojusznikami wystawili podobną ilość wojsk. Zmuszeni byli oni do rozmieszczenia wojsk w różnych częściach Italii. Dowództwo objęło dwóch ówczesnych konsulów - Publiusz Rutyliusz Lupus (wraz z legatami, m.in.  Gajuszem Mariuszem i Gnejuszem Pompejuszem Strabonem) na północy oraz Lucjusz Juliusz Cezar (m.in. z Lucjuszem Korneliuszem Sullą i Tytusem Didiuszem) na południu. Powstańcy operowali również na północy (pod dowództwem Popediusza Silona z ludu Marsów) oraz południu (pod dowództwem Gajusza Papiusza Mutilusa z ludu Samnitów).

## Kalendarium
Wydarzenia w 90 p.n.e.:
- konsul Publiusz Rutyliusz Lupus został pokonany i zabity w bitwie nad rzeką Tolenus
- Gn. Pompejusz Strabon przystąpił do oblężenia Asculum
- po sukcesach Popediusza Silona w starciach z Rzymianami Gajusz Mariusz otrzymał samodzielne dowództwo
- oblężenie i zdobycie przez powstańców Aesernii - kluczowej fortecy w komunikacji między północą a południem
- Papiusz Mutilus opanował południową Kampanię; utrzymywał kontrolę nad wieloma tamtejszymi miastami, dopóki nie pokonał go Lucjusz Juliusz Cezar
- udane ataki Italików na Apulię i Lukanię
- zatwierdzenie przez L. Juliusza Cezara Lex Iulia de civitate

Wydarzenia w 89 p.n.e.:
- Oblężenie Pompejów, stojących po stronie italskich powstańców, przez P. Korneliusza Sullę[4][5][6]
- Strabon wraz z 75-tysięczną armią pokonał 60 tys. Italików pod Asculum, zmuszając miasto do kapitulacji
- Konsul Lucjusz Porcjusz Katon poniósł śmierć w klęsce nad jeziorem Fucinus
- ogłoszenie ustawy Lex Plautia Papiria

Wydarzenia w 88 p.n.e.:
- Wynik wojny był już praktycznie przesądzony, opór Rzymianom stawiały nieliczne plemiona, głównie Samnici
- Ofensywa Sulli przeciwko Samnitom; zdobycie Bovianum
- Strabon zmusił do kapitulacji Corfinium - Italię
- zajęcie Aesernii, jednej z ostatnich twierdz powstańców, potem Wenuzji
- kapitulacja Japygów po śmierci Popediusza Silona

## Rzymskie ustępstwa na rzecz sprzymierzeńców
Wojna toczyłaby się z pewnością znacznie dłużej i mogłaby przybrać znacznie gorszy dla Rzymian obrót, gdyby nie poczynili oni ustępstw na rzecz sprzymierzeńców.
Jeszcze w 90 roku p.n.e. Lucjusz Juliusz Cezar ustanowił Lex Iulia, dając dowódcom wiernych sprzymierzeńców władzę przyznawania obywatelstwa podległym im Italikom. Ochłodziło to wrogie nastroje części Italików i powstrzymało wahających się sojuszników od przejścia na stronę wroga.
Jednak wobec przedłużających się walk Rzymianie zmuszeni byli do dalszych ustępstw. W 89 p.n.e. ogłoszono Lex Plautia Papiria, przyznającą obywatelstwo wszystkim sprzymierzeńcom, którzy w ciągu 60 dni złożą broń i zgłoszą się do pretora w tej sprawie.
Liczba obywateli wzrosła z ok. 400 tys. sprzed wojny do ok. 900 tys. (według danych ze spisu w roku 70 p.n.e.). Choć więc sprzymierzeńcy zostali pokonani w wojnie, stali się przez obywatelstwo równi Rzymianom. W praktyce ich prawa polityczne były ograniczone koniecznością osobistego stawiania się na głosowania w Rzymie. Cenzorzy ograniczyli także nowym obywatelom możliwość zapisu tylko do 8 tribus (z obecnych 35), zmniejszając ich znaczenie polityczne, w obawie przed ich liczebnością, przewyższającą starych obywateli Rzymu.